# Ясенець (Сілезьке воєводство)
Ясенець (пол. Jasieniec) — село в Польщі, у гміні Пілиця Заверцянського повіту Сілезького воєводства.
Населення — 36 осіб (2011).
У 1975—1998 роках село належало до Катовицького воєводства.

## Демографія
Демографічна структура станом на 31 березня 2011 року:
|          | Загалом | Допрацездатний вік | Працездатний вік | Постпрацездатний вік |
| -------- | ------- | ------------------ | ---------------- | -------------------- |
| Чоловіки | 20      | 3                  | 12               | 5                    |
| Жінки    | 16      | 2                  | 9                | 5                    |
| Разом    | 36      | 5                  | 21               | 10                   |